# Lee Ju-yeol
Lee Ju-yeol (Hangul:이주열; 24 de julio de 1952) es un economista y tecnócrata de Corea del Sur que fue nombrado gobernador del Banco de Corea, el banco central surcoreano, el 1 de abril de 2014. Su mandato terminará en marzo de 2018.
Lee recibió su licenciatura en Administración de empresas de la Universidad de Yonsei en 1977 y MA en Economía de la Universidad Estatal de Pensilvania, en 1988. Entró en el Banco de Corea en 1977 y fue nombrado subgobernador de 2009 a 2012. Tras finalizar su mandato, se retiró a trabajar como profesor de Economía en la Universidad de Yonsei.
Lee está casado y tiene un hijo y una hija.